# Papilio lormieri
Espèce
Papilio lormieri est une espèce de lépidoptères de la famille des Papilionidae et du genre Papilio. Elle est présente au Nigéria, au Cameroun, en République Centrafricaine, au Soudan du sud, en République du Congo, en République démocratique du Congo, en Ouganda, dans l'ouest du Kenya, en Angola et en Guinée équatoriale.

## Description

### Imago
Cette espèce mesure environ 130 mm,.
Les sexes sont similaires.
L'aile antérieure présente 12 nervures, caractéristique du genre Papilio, et l'aile postérieure possède une large queue lobée prenant naissance à la nervure 4.
La couleur de fond du dessus des ailes est noire avec des franges tachetées de jaune pâle soufré,.
Les ailes antérieures arborent une cellule discoïdale striée de quatre lignes parallèles de couleur gris jaunâtre et une tache sur la discocellulaire inférieure. Elles présentent une étroite et oblique série transverse de neuf taches ovales jaune pâle dont les deux plus proches de la costa sont seulement séparées par la troisième nervure sous-costale. Quatre plaques pyriformes laiteuses sont placées entre les cinquième et neuvième taches. Une série sub-marginale de huit petites taches jaune pale est également présente.
Les ailes postérieures sont traversées au milieu par une bande transversale jaune pâle irrégulière. Une grosse tache noire, bordée intérieurement d'écailles bleues et extérieurement par une lunule rouge orangée,, est présente sur la région abdominale. Une tache similaire plus sombre est présente à l'apex. Une ligne irrégulière d’écailles dorées interrompue par des taches bleues relie la tache abdominale à la deuxième nervure sous-costale. Une série sub-marginale de cinq taches jaune pale est également présente. Une tache semi-circulaire de même couleur est présente de chaque côté de la queue.
Les palpes sont jaune pâle. Le dessus du corps est brun foncé et le dessous est jaune pâle. L'abdomen avec arbore deux lignes parallèles ventrales noires.

## Écologie
La femelle pond ses œufs sur la plante-hôte. Cette espèce utilise comme plante-hôte Zanthoxylum gilletii, Clausena anisata et les espèces des genres Teclea et Fagaropsis. La chenille passe par cinq stades avant de se transformer en chrysalide, et la chrysalide est maintenue tête en haut par une ceinture de soie, comme chez les espèces proches.

Les adultes ont un vol puissant et volent parfois haut au-dessus du sol et parfois assez bas. Les deux sexes se nourrissent du nectar des fleurs. Les mâles "mud-puddle" , parfois en larges groupes, et sont également attirés par les excréments d'animaux. Ils patrouillent le long des sentiers forestiers tandis que les femelles, plus rares que les mâles, se nourrissent de fleurs ou cherchent un endroit où pondre.

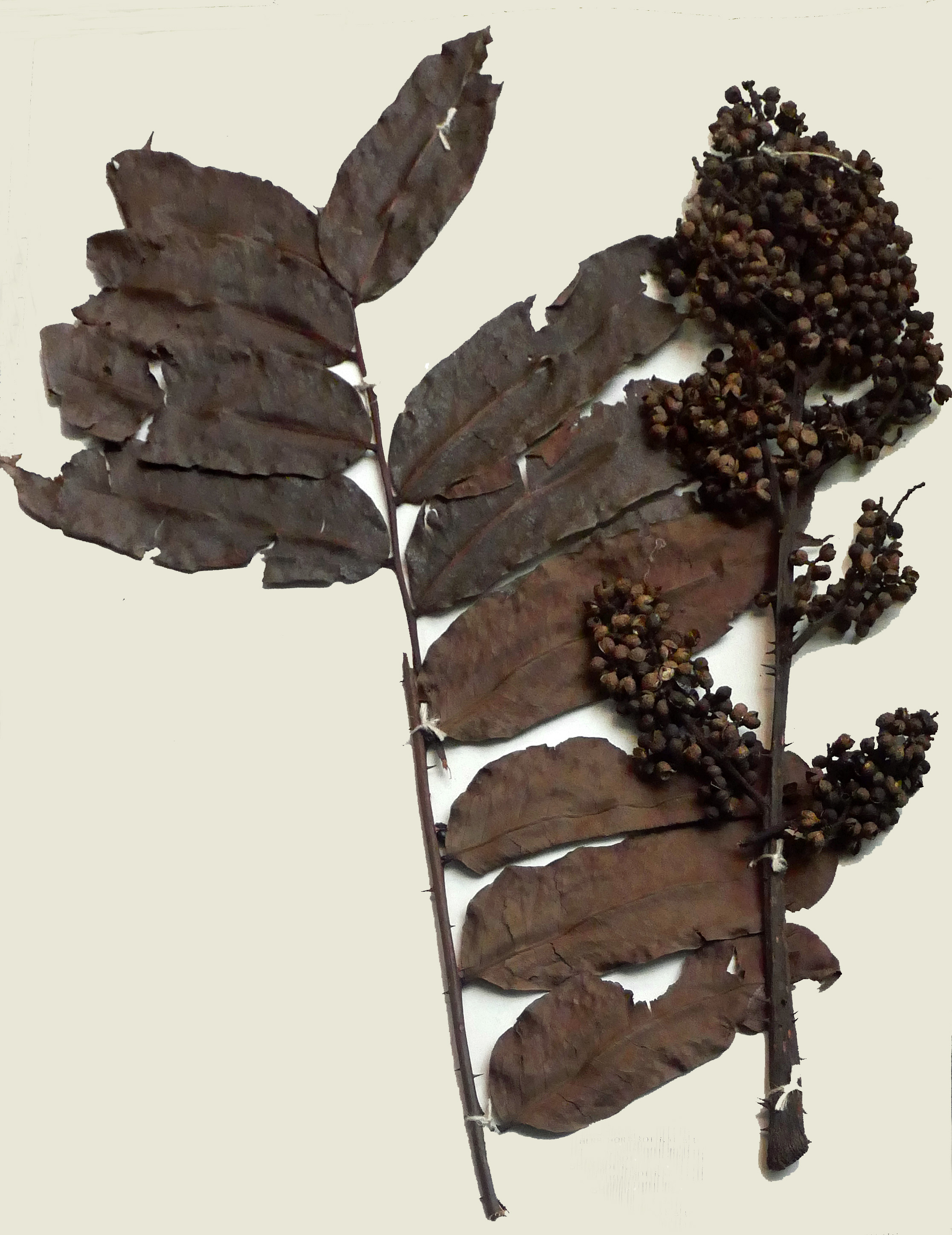
Zanthoxylum gilletii, plante-hôte
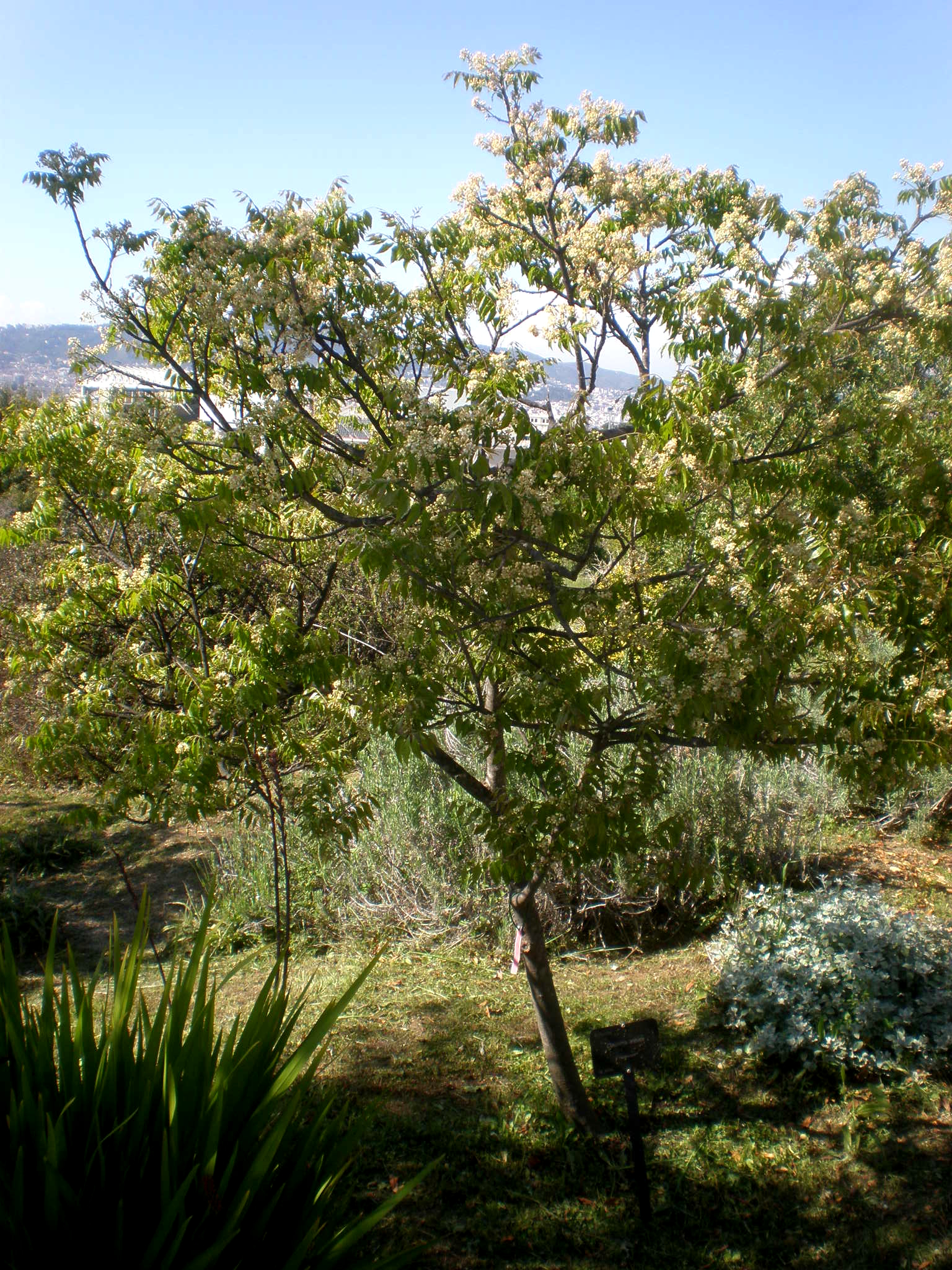
Clausena anisata, autre plante-hôte
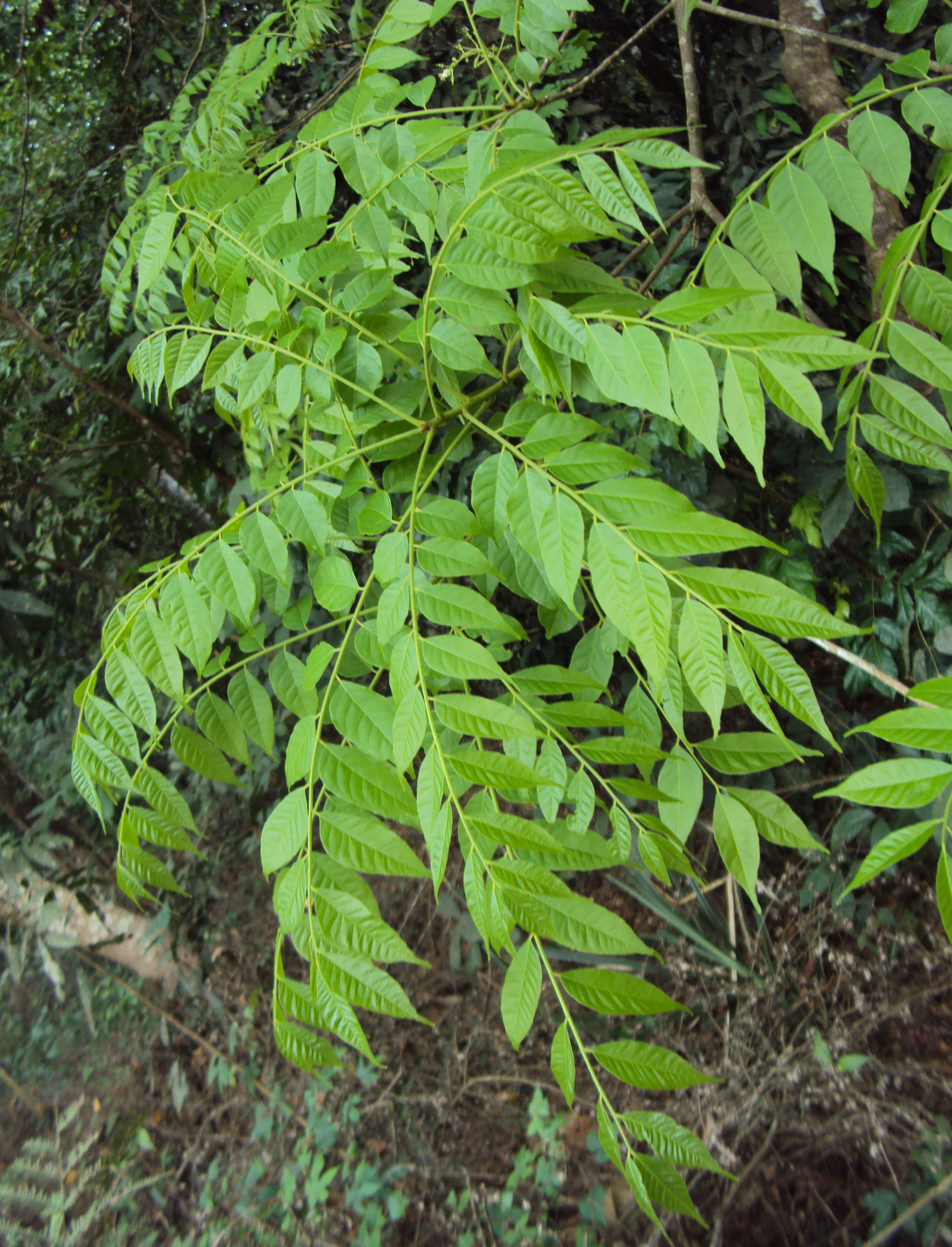
Feuilles de Clausena anisata

## Répartition
Cette espèce se rencontre en Afrique. Elle est notamment présente au Nigéria, au Cameroun, en République Centrafricaine, au Soudan du sud, en République du Congo, en République démocratique du Congo, en Ouganda, dans l'ouest du Kenya, en Angola et en Guinée équatoriale. Sa présence est considérée possible au Gabon.
Papilio lormieri a initialement été décrit comme provenant de Madagascar mais il semble que la provenance de l'holotype soit erronée et que Papilio lormieri ne se rencontre pas à Madagascar.

## Habitat
Papilio lormieri affectionne les forêts jusqu'à 2 000 m d'altitude. L'espèce ne vit que dans les forêts primaires non perturbées.

## Taxonomie
L'espèce Papilio lormieri a été décrite par l'entomologiste britannique William Lucas Distant en 1874 et nommée en l'honneur de son collecteur Monsieur L. Lormier.

### Publication originale
- Distant, W. L. 1874. Description of a new Papilio from Madagascar. The Entomologist's Monthly Magazine, 11: 129-130. (lire en ligne)

### Sous-espèces
Cette espèce comporte trois sous-espèces :
- Papilio lormieri lormieri Distant, 1874 - Du Cameroun à l'Angola, République démocratique du Congo et Afrique de l'Est[4]
- Papilio lormieri semlikana Le Cerf, 1924[7] - République démocratique du Congo, Ouganda[4]
- Papilio lormieri neocrocea Koçak, 1983[8],[Note 1] - Ouganda, Ouest du Kenya[4]

### Espèces similaires
Papilio lormieri est assez similaire à Papilio demodocus et à Papilio menestheus.

## Papilio lormieriet l'Homme

### Nom vernaculaire
Papilio lormieri est appelé "Royal Gazer" ou encore "Central emperor swallowtail" en anglais.

### Menaces et conservation
Papilio lormieri n'est pas évalué par l'UICN. Son aire de répartition est vaste, mais elle est cantonnée aux forêts primaires non perturbées.